# Love On Tour
El Love on Tour fue la segunda gira musical del cantante británico Harry Styles, la cual promocionó su segundo y tercer álbum de estudio Fine Line y Harry's House. La gira inició el 4 de septiembre de 2021 en Las Vegas, y concluyó el 22 de julio de 2023 en Reggio Emilia.

## Antecedentes
El 13 de noviembre de 2019, Styles anunció las primeras fechas de su segunda gira, las cuales serían 26 fechas en Europa y 37 en Norteamérica, también el cantante anunció que los teloneros del tour, que serían Jenny Lewis en la parte norteamericana, Koffee en los tres conciertos en México y King Princess en la parte europea. El 21 de noviembre se anuncian fechas adicionales en Nueva York, Atlanta, Orlando e Inglewood. 
Las fechas de Latinoamérica se anuncian el 3 de diciembre y constarían en 6 fechas en Brasil, Argentina, Chile, Perú y Colombia; el telonero de toda la etapa latinoamericana sería Koffee. El 24 de febrero de 2020 Styles anuncia nuevos teloneros en Reino Unido e Irlanda, los cuales serían Joy Crookes y Swim Deep.
El 10 de marzo se anuncian las fechas en Oceanía, consistiendo en cuatro fechas en Australia y una en Nueva Zelanda, posteriormente, por el éxito de venta, se añadirían segundas fechas en Sídney y Melbourne.
El 25 de marzo se anuncia la reprogramación de las 26 fechas de la etapa europea por la Pandemia de COVID-19, aplazando esta etapa de abril, mayo y junio de 2020 hasta febrero y marzo de 2021. 
Después toda gira queda hasta nuevo aviso por la Pandemia de COVID-19 sin saber cuando se efectuaran los conciertos.
El 14 de julio se vuelven a reprogramar las fechas de la etapa de Norteamérica contando con 40 a través de todo Estados Unidos entre septiembre de 2021 y noviembre de 2021 y algunas fechas son canceladas, las fechas canceladas son todas las de Canadá y una en Carson, California. El concierto para el 13 de septiembre de 2021 en Houston, Texas se cancela por el Huracán Nicholas y se reprograma para el 23 de noviembre de 2021 el 13 de octubre de 2021 se agrega una fecha para el 24 de noviembre de 2021 en Little Rock, Arkansas  y el 29 de octubre de 2021 se agrega una fecha en long Island, Nueva York la parte norteamericana terminando en esta el 28 de noviembre de 2021.
El 19 de enero de 2022, se publicó las fechas de Europa y América Latina contando con 22 en Europa y 10 en América Latina estando programadas para ser efectuadas desde junio de 2022 hasta julio de 2022 las de Europa y las de América Latina en diciembre de 2022. En la misma publicación no se reprogramaron las fechas de Moscú, Birmingham y Sheffield.Se cambió el recinto de Dublín de 3Arena a Aviva Stadium el de Londres de The O2 Arena a Wembley Stadium , el de Mánchester de Manchester Arena a Old Trafford,  el de Glasgow. de The SSE Hydro a Ibrox Stadium, el de Hamburgo de Barclaycard Arena a Volksparkstadion , el de Estocolmo de Ericsson Globe a Tele2 Arena,el de Oslo de Spektrum a Telenor Arena,el de Bogotá  de Movistar Arena a Salitre Mágico, el de Santiago de Movistar Arena a Estadio Bicentenario Municipal de La Florida  y el de Buenos Aires de Estadio Hípico a Estadio Antonio Vespucio Liberti. Se agregó una fecha en  Brasil, Curitiba en el Pedreira Paulo Leminski.
El 27 de enero de 2022 se agregó una segunda fecha en Mánchester y Londres.
El 22 de febrero de 2022 se agregó una segunda fecha en Buenos Aires y Ciudad de México.

## Repertorio
| Love on Tour |
| --- |
| Esta lista de canciones corresponde al interpretado el 19 de noviembre de 2021 en Los Ángeles, California. No representa todos los espectáculos ofrecidos a lo largo de la gira. 1. «Golden» 2. «Carolina» 3. «Adore You» 4. «Only Angel» 5. «She» 6. «Two Ghosts» 7. «Falling» 8. «Sunflower» 9. «To Be So Lonely» 10. «Woman» 11. «Cherry» 12. «Lights Up» 13. «Canyon Moon» 14. «Treat People With Kindness» 15. «What Makes You Beautiful» (cover de One Direction) 16. «Fine Line» 17. «Sign of the Times» 18. «Medicine» 19. «Watermelon Sugar» 20. «Kiwi» |

El siguiente Setlist es el utilizado el 11 de junio de 2022 en Glasgow, Reino Unido no representa el de toda la gira.
1. «Music for a Sushi Restaurant»
2. «Golden»
3. «Adore You»
4. «Daylight»
5. «Cinema»
6. «Keep Driving»
7. «Matilda»
8. «Boyfriends»
9. «Fine Line»
10. «Satellite»
11. «Lights Up»
12. «Canyon Moon»
13. «Treat People With Kindness»
14. «What Makes You Beautiful» (cover de One Direction)
15. «Late Night Talking»
16. «Love of My Life»

Encore
1. «Sign of the Times»
2. «Watermelon Sugar»
3. «As It Was»
4. «Kiwi»

El siguiente Setlist es el utilizado el 1 de julio de 2022 en Oslo, Noruega no representa el de toda la gira.
1. «Music for a Sushi Restaurant»
2. «Golden»
3. «Adore You»
4. «Daylight»
5. «Cinema»
6. «Keep Driving»
7. «Matilda»
8. «Boyfriends»
9. «Lights Up»
10. «Satellite»
11. «Canyon Moon»
12. «Treat People With Kindness»
13. «What Makes You Beautiful» (cover de One Direction)
14. «Late Night Talking»
15. «Love of My Life»

Encore
1. «Sign of the Times»
2. «Watermelon Sugar»
3. «Medicine»
4. «As It Was»
5. «Kiwi»

El siguiente Setlist es el utilizado el 15 de agosto de 2022 en Toronto, Canadá no representa el de toda la gira.
1. «Daydreaming»
2. «Golden»
3. «Adore You»
4. «Daylight»
5. «Keep Driving»
6. «Matilda»
7. «Little Freak»
8. «Satellite»
9. «Cinema»
10. «Music for a Sushi Restaurant»
11. «Treat People With Kindness»
12. «What Makes You Beautiful» (cover de One Direction)
13. «Late Night Talking»
14. «Watermelon Sugar
15. «Love of My Life»

Encore
1. «Sign of the Times»
2. «As It Was»
3. «Kiwi»

El siguiente Setlist es el utilizado el 20 de noviembre de 2022 en Guadalajara, México no representa el de toda la gira.
1. «Music for a Sushi Restaurant»
2. «Golden»
3. «Adore You»
4. «Daylight»
5. «Cinema»
6. «Keep Driving»
7. «Satellite»
8. «Matilda»
9. «She»
10. «Lights Up»
11. «Canyon Moon»
12. «Treat People With Kindness»
13. «What Makes You Beautiful» (cover de One Direction)
14. «Late Night Talking»
15. «Watermelon Sugar»
16. «Love of My Life»

Encore
1. «Sign of the Times»
2. «As It Was»
3. «Kiwi»

El siguiente Setlist es el utilizado el 14 de mayo de 2023 en Horsens, Dinamarca no es necesariamente el de toda la gira.
1. «Daydreaming»
2. «Golden»
3. «Adore You»
4. «Keep Driving»
5. "Stockholm Syndrome" (cover de One Direction)
6. «She»
7. «Matilda»
8. «Satellite»
9. «Late Night Talking»
10. «Cinema»
11. «Music for a Sushi Restaurant»
12. «Treat People With Kindness»
13. «What Makes You Beautiful» (cover de One Direction)
14. «Grapejuice»
15. «Watermelon Sugar
16. «Fine Line»

Encore
1. «Sign of the Times»
2. «Medicine»
3. «As It Was»
4. «Kiwi»

## Fechas
| Fecha                    | Ciudad            | País            | Recinto                                      | Acto de Apertura                | Entradas vendidas / Disponibles | Recaudación  |
| ------------------------ | ----------------- | --------------- | -------------------------------------------- | ------------------------------- | ------------------------------- | ------------ |
| Etapa 1 — Norteamérica   |                   |                 |                                              |                                 |                                 |              |
| 4 de septiembre de 2021  | Las Vegas         | Estados Unidos  | MGM Grand Garden Arena                       | Jenny Lewis                     | 13,413 / 13,413                 | $1,686,284   |
| 7 de septiembre de 2021  | Denver            | Estados Unidos  | Ball Arena                                   | Jenny Lewis                     | 17,347 / 17,347                 | $1,863,008   |
| 9 de septiembre de 2021  | San Antonio       | Estados Unidos  | AT&T Center                                  | Jenny Lewis                     | 17,298 / 17,298                 | $2,131,207   |
| 11 de septiembre de 2021 | Dallas            | Estados Unidos  | American Airlines Center                     | Jenny Lewis                     | 17,682 / 17,682                 | $2,193,709   |
| 15 de septiembre de 2021 | St. Louis         | Estados Unidos  | Enterprise Center                            | Jenny Lewis                     | 17,171 / 17,171                 | $2,745,557   |
| 17 de septiembre de 2021 | Filadelfia        | Estados Unidos  | Wells Fargo Center                           | Jenny Lewis                     | 18,995 / 18,995                 | $2,319,947   |
| 18 de septiembre de 2021 | Washington D. C.  | Estados Unidos  | Capital One Arena                            | Jenny Lewis                     | 17,254 / 17,254                 | $2,168,095   |
| 20 de septiembre de 2021 | Detroit           | Estados Unidos  | Little Caesars Arena                         | Jenny Lewis                     | 18,204 / 18,204                 | $2,281,394   |
| 22 de septiembre de 2021 | Saint Paul        | Estados Unidos  | Xcel Energy Center                           | Jenny Lewis                     | 18,114 / 18,114                 | $2,241,288   |
| 24 de septiembre de 2021 | Chicago           | Estados Unidos  | United Center                                | Jenny Lewis                     | 39,387 / 39,387                 | $4,750,594   |
| 25 de septiembre de 2021 | Chicago           | Estados Unidos  | United Center                                | Jenny Lewis                     | 39,387 / 39,387                 | $4,750,594   |
| 29 de septiembre de 2021 | Nashville         | Estados Unidos  | Bridgestone Arena                            | Jenny Lewis                     | 32,627 / 32,627                 | $4,464,889   |
| 1 de octubre de 2021     | Nashville         | Estados Unidos  | Bridgestone Arena                            | Jenny Lewis                     | 32,627 / 32,627                 | $4,464,889   |
| 3 de octubre de 2021     | Nueva York        | Estados Unidos  | Madison Square Garden                        | Jenny Lewis                     | 37,485 / 37,485                 | $5,525,480   |
| 4 de octubre de 2021     | Nueva York        | Estados Unidos  | Madison Square Garden                        | Jenny Lewis                     | 37,485 / 37,485                 | $5,525,480   |
| 7 de octubre de 2021     | Orlando           | Estados Unidos  | Amway Center                                 | Jenny Lewis                     | 16,898 / 16,898                 | $1,904,939   |
| 8 de octubre de 2021     | Sunrise           | Estados Unidos  | BB&T Center                                  | Jenny Lewis                     | 18,176 / 18,176                 | $2,350,545   |
| 10 de octubre de 2021    | Tampa             | Estados Unidos  | Amalie Arena                                 | Jenny Lewis                     | 18,183 / 18,183                 | $2,029,171   |
| 12 de octubre de 2021    | Raleigh           | Estados Unidos  | PNC Arena                                    | Jenny Lewis                     | 18,616 / 18,616                 | $2,238,542   |
| 14 de octubre de 2021    | Pittsburgh        | Estados Unidos  | PPG Paints Arena                             | Jenny Lewis                     | 18,369 / 18,369                 | $2,137,752   |
| 16 de octubre de 2021    | Nueva York        | Estados Unidos  | Madison Square Garden                        | Jenny Lewis                     | 18,743 / 18,743                 | $2,762,815   |
| 18 de octubre de 2021    | Cleveland         | Estados Unidos  | Rocket Mortgage FieldHouse                   | Jenny Lewis                     | 17,786 / 17,786                 | $2,197,690   |
| 21 de octubre de 2021    | Uncasville        | Estados Unidos  | Mohegan Sun Arena                            | Jenny Lewis                     | 18,159 / 18,159                 | $2,165,968   |
| 23 de octubre de 2021    | Uncasville        | Estados Unidos  | Mohegan Sun Arena                            | Jenny Lewis                     | 18,159 / 18,159                 | $2,165,968   |
| 25 de octubre de 2021    | Boston            | Estados Unidos  | TD Garden                                    | Jenny Lewis                     | 16,743 / 16,743                 | $2,306,243   |
| 27 de octubre de 2021    | Atlanta           | Estados Unidos  | State Farm Arena                             | Jenny Lewis                     | 31,146 / 31,146                 | $4,146,897   |
| 28 de octubre de 2021    | Atlanta           | Estados Unidos  | State Farm Arena                             | Jenny Lewis                     | 31,146 / 31,146                 | $4,146,897   |
| 30 de octubre de 2021    | Nueva York        | Estados Unidos  | Madison Square Garden                        | Orville Peck Madison Cunningham | 37,485 / 37,485                 | $5,525,480   |
| 31 de octubre de 2021    | Nueva York        | Estados Unidos  | Madison Square Garden                        | Orville Peck Madison Cunningham | 37,485 / 37,485                 | $5,525,480   |
| 3 de noviembre de 2021   | Milwaukee         | Estados Unidos  | Fiserv Forum                                 | Jenny Lewis                     | 16,881 / 16,881                 | $2,312,794   |
| 7 de noviembre de 2021   | Tacoma            | Estados Unidos  | Tacoma Dome                                  | Jenny Lewis                     | 21,469 / 21,469                 | $2,746,176   |
| 8 de noviembre de 2021   | Portland          | Estados Unidos  | Moda Center                                  | Jenny Lewis                     | 17,890 / 17,890                 | $2,125,697   |
| 10 de noviembre de 2021  | Sacramento        | Estados Unidos  | Golden 1 Center                              | Jenny Lewis                     | 16,745 / 16,745                 | $2,292,473   |
| 11 de noviembre de 2021  | San José          | Estados Unidos  | SAP Center                                   | Jenny Lewis                     | 17,823 / 17,823                 | $2,244,533   |
| 13 de noviembre de 2021  | Glendale          | Estados Unidos  | Gila River Arena                             | Jenny Lewis                     | 16,846 / 16,846                 | $2,036,487   |
| 15 de noviembre de 2021  | San Diego         | Estados Unidos  | Pechanga Arena                               | Jenny Lewis                     | 13,728 / 13,728                 | $1,641,218   |
| 17 de noviembre de 2021  | Inglewood         | Estados Unidos  | The Forum                                    | Jenny Lewis                     | 50,739 / 50,739                 | $6,602,191   |
| 19 de noviembre de 2021  | Inglewood         | Estados Unidos  | The Forum                                    | Jenny Lewis                     | 50,739 / 50,739                 | $6,602,191   |
| 20 de noviembre de 2021  | Inglewood         | Estados Unidos  | The Forum                                    | Jenny Lewis                     | 50,739 / 50,739                 | $6,602,191   |
| 23 de noviembre de 2021  | Houston           | Estados Unidos  | Toyota Center                                | Sin telonero                    | 16,541 / 16,541                 | $2,171,475   |
| 24 de noviembre de 2021  | Little Rock       | Estados Unidos  | Simmons Bank Arena                           | Sin telonero                    | 16,691 / 16,691                 | $2,525,863   |
| 28 de noviembre de 2021  | Long Island       | Estados Unidos  | UBS Arena                                    | Sin telonero                    | 16,777 / 16,777                 | $3,272,836   |
| Etapa 2 — Europa         |                   |                 |                                              |                                 |                                 |              |
| 11 de junio de 2022      | Glasgow           | Reino Unido     | Ibrox Stadium                                | Mitski                          | 43,637 / 43,637                 | $4,229,885   |
| 15 de junio de 2022      | Mánchester        | Reino Unido     | Old Trafford                                 | Mitski                          | 99,526 / 99,526                 | $9,179,139   |
| 16 de junio de 2022      | Mánchester        | Reino Unido     | Old Trafford                                 | Mitski                          | 99,526 / 99,526                 | $9,179,139   |
| 18 de junio de 2022      | Londres           | Reino Unido     | Estadio de Wembley                           | Mitski                          | 147,269 / 147,269               | $14,479,293  |
| 19 de junio de 2022      | Londres           | Reino Unido     | Estadio de Wembley                           | Mitski                          | 147,269 / 147,269               | $14,479,293  |
| 22 de junio de 2022      | Dublín            | Irlanda         | Estadio Aviva                                | Arlo Parks                      | 50,422 / 50,422                 | $5,006,395   |
| 26 de junio de 2022      | Hamburgo          | Alemania        | Volksparkstadion                             | Wolf Alice                      | 42,192 / 42,192                 | $3,494,578   |
| 29 de junio de 2022      | Estocolmo         | Suecia          | Tele2 Arena                                  | Wolf Alice                      | 36,282 / 36,282                 | $3,068,314   |
| 1 de julio de 2022       | Oslo              | Noruega         | Telenor Arena                                | Wolf Alice                      | 23,784 / 23,784                 | $2,089,269   |
| 5 de julio de 2022       | París             | Francia         | Accor Arena                                  | Wolf Alice                      | 14,598 / 14,598                 | $1,030,721   |
| 7 de julio de 2022       | Amberes           | Bélgica         | Sportpaleis                                  | Wolf Alice                      | 18,245 / 18,245                 | $1,207,376   |
| 9 de julio de 2022       | Ámsterdam         | Países Bajos    | Ziggo Dome                                   | Wolf Alice                      | 13,080 / 13,080                 | $1,056,199   |
| 11 de julio de 2022      | Múnich            | Alemania        | Olympiahalle                                 | Wolf Alice                      | 13,027 / 13,027                 | $991,358     |
| 13 de julio de 2022      | Budapest          | Hungría         | Budapest Arena                               | Wolf Alice                      | 12,070 / 12,070                 | $788,891     |
| 15 de julio de 2022      | Praga             | República Checa | O2 Arena                                     | Wolf Alice                      | 15,616 / 15,616                 | $1,069,985   |
| 16 de julio de 2022      | Viena             | Austria         | Stadthalle                                   | Wolf Alice                      | 10,910 / 10,910                 | $811,841     |
| 18 de julio de 2022      | Cracovia          | Polonia         | Tauron Arena                                 | Wolf Alice                      | 15,158 / 15,158                 | $1,654,068   |
| 20 de julio de 2022      | Berlín            | Alemania        | Mercedes-Benz Arena                          | Wolf Alice                      | 12,853 / 12,853                 | $1,026,787   |
| 22 de julio de 2022      | Colonia           | Alemania        | Lanxess Arena                                | Wolf Alice                      | 16,069 / 16,069                 | $1,211,191   |
| 25 de julio de 2022      | Bolonia           | Italia          | Unipol Arena                                 | Wolf Alice                      | 12,699 / 12,699                 | $912,467     |
| 26 de julio de 2022      | Turín             | Italia          | Pala Alpitour                                | Wolf Alice                      | 14,513 / 14,513                 | $923,185     |
| 29 de julio de 2022      | Madrid            | España          | Wizink Center                                | Wolf Alice                      | 13,990 / 13,990                 | $964,164     |
| 31 de julio de 2022      | Lisboa            | Portugal        | Altice Arena                                 | Wolf Alice                      | 12,671 / 12,671                 | $747,179     |
| Etapa 3 — Norteamérica   |                   |                 |                                              |                                 |                                 |              |
| 15 de agosto de 2022     | Toronto           | Canadá          | Scotiabank Arena                             | Madi Díaz                       | 36,607 / 36,607                 | $6,864,299   |
| 16 de agosto de 2022     | Toronto           | Canadá          | Scotiabank Arena                             | Madi Díaz                       | 36,607 / 36,607                 | $6,864,299   |
| 20 de agosto de 2022     | Nueva York        | Estados Unidos  | Madison Square Garden                        | Blood Orange                    | 276,852 / 276,852               | $63,102,676  |
| 21 de agosto de 2022     | Nueva York        | Estados Unidos  | Madison Square Garden                        | Blood Orange                    | 276,852 / 276,852               | $63,102,676  |
| 22 de agosto de 2022     | Nueva York        | Estados Unidos  | Madison Square Garden                        | Blood Orange                    | 276,852 / 276,852               | $63,102,676  |
| 26 de agosto de 2022     | Nueva York        | Estados Unidos  | Madison Square Garden                        | Blood Orange                    | 276,852 / 276,852               | $63,102,676  |
| 27 de agosto de 2022     | Nueva York        | Estados Unidos  | Madison Square Garden                        | Blood Orange                    | 276,852 / 276,852               | $63,102,676  |
| 28 de agosto de 2022     | Nueva York        | Estados Unidos  | Madison Square Garden                        | Blood Orange                    | 276,852 / 276,852               | $63,102,676  |
| 1 de septiembre de 2022  | Nueva York        | Estados Unidos  | Madison Square Garden                        | Blood Orange                    | 276,852 / 276,852               | $63,102,676  |
| 2 de septiembre de 2022  | Nueva York        | Estados Unidos  | Madison Square Garden                        | Blood Orange                    | 276,852 / 276,852               | $63,102,676  |
| 3 de septiembre de 2022  | Nueva York        | Estados Unidos  | Madison Square Garden                        | Blood Orange                    | 276,852 / 276,852               | $63,102,676  |
| 7 de septiembre de 2022  | Nueva York        | Estados Unidos  | Madison Square Garden                        | Blood Orange                    | 276,852 / 276,852               | $63,102,676  |
| 8 de septiembre de 2022  | Nueva York        | Estados Unidos  | Madison Square Garden                        | Blood Orange                    | 276,852 / 276,852               | $63,102,676  |
| 10 de septiembre de 2022 | Nueva York        | Estados Unidos  | Madison Square Garden                        | Blood Orange                    | 276,852 / 276,852               | $63,102,676  |
| 14 de septiembre de 2022 | Nueva York        | Estados Unidos  | Madison Square Garden                        | Blood Orange                    | 276,852 / 276,852               | $63,102,676  |
| 15 de septiembre de 2022 | Nueva York        | Estados Unidos  | Madison Square Garden                        | Blood Orange                    | 276,852 / 276,852               | $63,102,676  |
| 21 de septiembre de 2022 | Nueva York        | Estados Unidos  | Madison Square Garden                        | Blood Orange                    | 276,852 / 276,852               | $63,102,676  |
| 25 de septiembre de 2022 | Austin            | Estados Unidos  | Moody Center                                 | Gabriels                        | 86,056 / 86,056                 | $19,175,231  |
| 26 de septiembre de 2022 | Austin            | Estados Unidos  | Moody Center                                 | Gabriels                        | 86,056 / 86,056                 | $19,175,231  |
| 28 de septiembre de 2022 | Austin            | Estados Unidos  | Moody Center                                 | Gabriels                        | 86,056 / 86,056                 | $19,175,231  |
| 29 de septiembre de 2022 | Austin            | Estados Unidos  | Moody Center                                 | Gabriels                        | 86,056 / 86,056                 | $19,175,231  |
| 2 de octubre de 2022     | Austin            | Estados Unidos  | Moody Center                                 | Gabriels                        | 86,056 / 86,056                 | $19,175,231  |
| 6 de octubre de 2022     | Chicago           | Estados Unidos  | United Center                                | Jessie Ware                     | 112,400 / 112,400               | $20,358,593  |
| 8 de octubre de 2022     | Chicago           | Estados Unidos  | United Center                                | Jessie Ware                     | 112,400 / 112,400               | $20,358,593  |
| 9 de octubre de 2022     | Chicago           | Estados Unidos  | United Center                                | Jessie Ware                     | 112,400 / 112,400               | $20,358,593  |
| 13 de octubre de 2022    | Chicago           | Estados Unidos  | United Center                                | Jessie Ware                     | 112,400 / 112,400               | $20,358,593  |
| 14 de octubre de 2022    | Chicago           | Estados Unidos  | United Center                                | Jessie Ware                     | 112,400 / 112,400               | $20,358,593  |
| 23 de octubre de 2022    | Inglewood         | Estados Unidos  | The Forum                                    | Ben Harper                      | 204,916 / 204,916               | $38,132,528  |
| 24 de octubre de 2022    | Inglewood         | Estados Unidos  | The Forum                                    | Ben Harper                      | 204,916 / 204,916               | $38,132,528  |
| 26 de octubre de 2022    | Inglewood         | Estados Unidos  | The Forum                                    | Ben Harper                      | 204,916 / 204,916               | $38,132,528  |
| 28 de octubre de 2022    | Inglewood         | Estados Unidos  | The Forum                                    | Ben Harper                      | 204,916 / 204,916               | $38,132,528  |
| 29 de octubre de 2022    | Inglewood         | Estados Unidos  | The Forum                                    | Ben Harper                      | 204,916 / 204,916               | $38,132,528  |
| 31 de octubre de 2022    | Inglewood         | Estados Unidos  | The Forum                                    | Ben Harper                      | 204,916 / 204,916               | $38,132,528  |
| 2 de noviembre de 2022   | Inglewood         | Estados Unidos  | The Forum                                    | Ben Harper                      | 204,916 / 204,916               | $38,132,528  |
| 4 de noviembre de 2022   | Inglewood         | Estados Unidos  | The Forum                                    | Ben Harper                      | 204,916 / 204,916               | $38,132,528  |
| 5 de noviembre de 2022   | Inglewood         | Estados Unidos  | The Forum                                    | Ben Harper                      | 204,916 / 204,916               | $38,132,528  |
| 7 de noviembre de 2022   | Inglewood         | Estados Unidos  | The Forum                                    | Ben Harper                      | 204,916 / 204,916               | $38,132,528  |
| 9 de noviembre de 2022   | Inglewood         | Estados Unidos  | The Forum                                    | Ben Harper                      | 204,916 / 204,916               | $38,132,528  |
| 11 de noviembre de 2022  | Inglewood         | Estados Unidos  | The Forum                                    | Ben Harper                      | 204,916 / 204,916               | $38,132,528  |
| 12 de noviembre de 2022  | Inglewood         | Estados Unidos  | The Forum                                    | Ben Harper                      | 204,916 / 204,916               | $38,132,528  |
| 14 de noviembre de 2022  | Inglewood         | Estados Unidos  | The Forum                                    | Ben Harper                      | 204,916 / 204,916               | $38,132,528  |
| 15 de noviembre de 2022  | Inglewood         | Estados Unidos  | The Forum                                    | Ben Harper                      | 204,916 / 204,916               | $38,132,528  |
| Etapa 4 — Latinoamérica  |                   |                 |                                              |                                 |                                 |              |
| 20 de noviembre de 2022  | Guadalajara       | México          | Arena VFG                                    | Koffee                          | 12,812 / 12,812                 | $1,116,186   |
| 22 de noviembre de 2022  | Monterrey         | México          | Arena Monterrey                              | Koffee                          | 11,316 / 11,316                 | $832,767     |
| 24 de noviembre de 2022  | Ciudad de México  | México          | Foro Sol                                     | Koffee                          | 117,363 / 117,363               | $7,563,097   |
| 25 de noviembre de 2022  | Ciudad de México  | México          | Foro Sol                                     | Koffee                          | 117,363 / 117,363               | $7,563,097   |
| 27 de noviembre de 2022  | Bogotá            | Colombia        | Coliseo Live                                 | Koffee                          | 19,933 / 19,933                 | $1,418,653   |
| 29 de noviembre de 2022  | Lima              | Perú            | Estadio Nacional del Perú                    | Koffee                          | 40,927 / 40,927                 | $3,006,682   |
| 1 de diciembre de 2022   | Santiago de Chile | Chile           | Estadio Bicentenario Municipal de La Florida | Koffee DJ Kamila Govorčin       | 25,505 / 25,505                 | $1,795,373   |
| 3 de diciembre de 2022   | Buenos Aires      | Argentina       | Estadio River Plate                          | Koffee Anita B Queen            | 123,942 / 123,942               | $8,966,109   |
| 4 de diciembre de 2022   | Buenos Aires      | Argentina       | Estadio River Plate                          | Koffee Anita B Queen            | 123,942 / 123,942               | $8,966,109   |
| 6 de diciembre de 2022   | São Paulo         | Brasil          | Allianz Parque                               | Koffee                          | 45,670 / 45,670                 | $3,704,385   |
| 8 de diciembre de 2022   | Río de Janeiro    | Brasil          | Jeunesse Arena                               | Koffee                          | 33,260 / 33,260                 | $2,362,813   |
| 10 de diciembre de 2022  | Curitiba          | Brasil          | Pedreira Paulo Leminski                      | Koffee                          | 23,466 / 23,466                 | $2,268,067   |
| 13 de diciembre de 2022  | São Paulo         | Brasil          | Allianz Parque                               | Koffee                          | 91,339 / 91,339                 | $7,408,690   |
| 14 de diciembre de 2022  | São Paulo         | Brasil          | Allianz Parque                               | Koffee                          | 91,339 / 91,339                 | $7,408,690   |
| Etapa 5 — Norteamérica   |                   |                 |                                              |                                 |                                 |              |
| 26 de enero de 2023      | Inglewood         | Estados Unidos  | The Forum                                    | Wet Leg                         | 51,342 / 51,342                 | $9,623,023   |
| 27 de enero de 2023      | Inglewood         | Estados Unidos  | The Forum                                    | Wet Leg                         | 51,342 / 51,342                 | $9,623,023   |
| 29 de enero de 2023      | Inglewood         | Estados Unidos  | The Forum                                    | Wet Leg                         | 51,342 / 51,342                 | $9,623,023   |
| 31 de enero de 2023      | Palm Springs      | Estados Unidos  | Acrisure Arena                               | Madi Diaz                       | 20,939 / 20,939                 | $5,577,876   |
| 1 de febrero de 2023     | Palm Springs      | Estados Unidos  | Acrisure Arena                               | Madi Diaz                       | 20,939 / 20,939                 | $5,577,876   |
| Etapa 6 — Oceanía        |                   |                 |                                              |                                 |                                 |              |
| 20 de febrero de 2023    | Perth             | Australia       | HBF Park                                     | Wet Leg                         | 30,849 / 30,849                 | $4,409,981   |
| 24 de febrero de 2023    | Melbourne         | Australia       | Marvel Stadium                               | Wet Leg                         | 114,616 / 114,616               | $15,042,107  |
| 25 de febrero de 2023    | Melbourne         | Australia       | Marvel Stadium                               | Wet Leg                         | 114,616 / 114,616               | $15,042,107  |
| 28 de febrero de 2023    | Gold Coast        | Australia       | Metricon Stadium                             | Wet Leg                         | 48,177 / 48,177                 | $6,550,585   |
| 3 de marzo de 2023       | Sídney            | Australia       | Accor Stadium                                | Wet Leg                         | 137,443 / 137,443               | $16,445,460  |
| 4 de marzo de 2023       | Sídney            | Australia       | Accor Stadium                                | Wet Leg                         | 137,443 / 137,443               | $16,445,460  |
| 7 de marzo de 2023       | Auckland          | Nueva Zelanda   | Mount Smart Stadium                          | Wet Leg                         | 41,979 / 41,979                 | $5,111,127   |
| Etapa 7 — Asia           |                   |                 |                                              |                                 |                                 |              |
| 11 de marzo de 2023      | Bangkok           | Tailandia       | Estadio Rajamangala                          |                                 | 27,492 / 27,492                 | $2,860,607   |
| 14 de marzo de 2023      | Manila            | Filipinas       | Philippine Arena                             |                                 | 29,247 / 29,247                 | $3,337,289   |
| 17 de marzo de 2023      | Singapur          | Singapur        | Singapore National Stadium                   |                                 | 25,654 / 25,654                 | $4,696,429   |
| 20 de marzo de 2023      | Seúl              | Corea del Sur   | Kspo Dome                                    |                                 | 15,314 / 15,314                 | $1,949,014   |
| 24 de marzo de 2023      | Tokio             | Japón           | Ariake Arena                                 |                                 | 24,325 / 24,325                 | $3,274,769   |
| 25 de marzo de 2023      | Tokio             | Japón           | Ariake Arena                                 |                                 | 24,325 / 24,325                 | $3,274,769   |
| Etapa 8 — Europa         |                   |                 |                                              |                                 |                                 |              |
| 13 de mayo de 2023       | Horsens           | Dinamarca       | CASA Arena Horsens                           | Wet Leg                         | 55,080 / 55,080                 | $7,437,169   |
| 14 de mayo de 2023       | Horsens           | Dinamarca       | CASA Arena Horsens                           | Wet Leg                         | 55,080 / 55,080                 | $7,437,169   |
| 17 de mayo de 2023       | Múnich            | Alemania        | Olympiastadion                               | Wet Leg                         | 120,877 / 120,877               | $12,506,428  |
| 18 de mayo de 2023       | Múnich            | Alemania        | Olympiastadion                               | Wet Leg                         | 120,877 / 120,877               | $12,506,428  |
| 22 de mayo de 2023       | Coventry          | Reino Unido     | Coventry Building Society Arena              | Wet Leg                         | 72,026 / 72,026                 | $8,452,745   |
| 23 de mayo de 2023       | Coventry          | Reino Unido     | Coventry Building Society Arena              | Wet Leg                         | 72,026 / 72,026                 | $8,452,745   |
| 26 de mayo de 2023       | Edimburgo         | Reino Unido     | Estadio Murrayfield                          | Wet Leg                         | 128,838 / 128,838               | $14,347,071  |
| 27 de mayo de 2023       | Edimburgo         | Reino Unido     | Estadio Murrayfield                          | Wet Leg                         | 128,838 / 128,838               | $14,347,071  |
| 1 de junio de 2023       | París             | Francia         | Stade de France                              | Wet Leg                         | 132,880 / 132,880               | $14,074,062  |
| 2 de junio de 2023       | París             | Francia         | Stade de France                              | Wet Leg                         | 132,880 / 132,880               | $14,074,062  |
| 4 de junio de 2023       | Ámsterdam         | Países Bajos    | Johan Cruyff Arena                           | Wet Leg                         | 154,903 / 154,903               | $16,488,332  |
| 5 de junio de 2023       | Ámsterdam         | Países Bajos    | Johan Cruyff Arena                           | Wet Leg                         | 154,903 / 154,903               | $16,488,332  |
| 6 de junio de 2023       | Ámsterdam         | Países Bajos    | Johan Cruyff Arena                           | Wet Leg                         | 154,903 / 154,903               | $16,488,332  |
| 10 de junio de 2023      | Slane             | Irlanda         | Slane Castle                                 | Wet Leg                         | 83,310 / 83,310                 | $10,381,004  |
| 13 de junio de 2023      | Londres           | Reino Unido     | Estadio de Wembley                           | Wet Leg                         | 335,394 / 335,394               | $37,140,248  |
| 14 de junio de 2023      | Londres           | Reino Unido     | Estadio de Wembley                           | Wet Leg                         | 335,394 / 335,394               | $37,140,248  |
| 16 de junio de 2023      | Londres           | Reino Unido     | Estadio de Wembley                           | Wet Leg                         | 335,394 / 335,394               | $37,140,248  |
| 17 de junio de 2023      | Londres           | Reino Unido     | Estadio de Wembley                           | Wet Leg                         | 335,394 / 335,394               | $37,140,248  |
| 20 de junio de 2023      | Cardiff           | Reino Unido     | Principality Stadium                         | Wet Leg                         | 115,047 / 115,047               | $12,506,007  |
| 21 de junio de 2023      | Cardiff           | Reino Unido     | Principality Stadium                         | Wet Leg                         | 115,047 / 115,047               | $12,506,007  |
| 24 de junio de 2023      | Werchter          | Bélgica         | Festivalpark                                 | Wet Leg                         | 61,055 / 61,055                 | $5,859,896   |
| 27 de junio de 2023      | Dusseldorf        | Alemania        | Merkur Spiel-Arena                           | Wet Leg                         | 84,580 / 84,580                 | $9,789,877   |
| 28 de junio de 2023      | Dusseldorf        | Alemania        | Merkur Spiel-Arena                           | Wet Leg                         | 84,580 / 84,580                 | $9,789,877   |
| 2 de julio de 2023       | Varsovia          | Polonia         | Estadio Nacional                             | Wet Leg                         | 54,824 / 54,824                 | $7,536,070   |
| 5 de julio de 2023       | Fráncfort         | Alemania        | Deutsche Bank Park                           | Wet Leg                         | 90,976 / 90,976                 | $9,885,634   |
| 6 de julio de 2023       | Fráncfort         | Alemania        | Deutsche Bank Park                           | Wet Leg                         | 90,976 / 90,976                 | $9,885,634   |
| 8 de julio de 2023       | Viena             | Austria         | Estadio Ernst Happel                         | Wet Leg                         | 61,720 / 61,720                 | $6,921,192   |
| 12 de julio de 2023      | Barcelona         | España          | Estadio Olímpico Lluís Companys              | Wet Leg                         | 54,890 / 54,890                 | $6,210,430   |
| 14 de julio de 2023      | Madrid            | España          | Nuevo Espacio Mad Cool                       | Wet Leg                         | 68,409 / 68,409                 | $6,431,953   |
| 18 de julio de 2023      | Lisboa            | Portugal        | Passeio Maritimo Alges                       | Wet Leg                         | 58,328 / 58,328                 | $5,549,324   |
| 22 de julio de 2023      | Reggio Emilia     | Italia          | RCF Arena                                    | Wet Leg                         | 103,133 / 103,133               | $8,230,190   |
| Total:                   | Total:            | Total:          | Total:                                       | Total:                          | 5,023,682 / 5,023,682 (100%)    | $617,325,031 |

### Conciertos cancelados o reprogramados
| Fecha                    | Ciudad     | País           | Recinto       | Estado                                       | Motivo             |
| ------------------------ | ---------- | -------------- | ------------- | -------------------------------------------- | ------------------ |
| 3 de julio de 2022       | Copenhague | Dinamarca      | Royal Arena   | Tiroteo en la zona                           | Tiroteo en la zona |
| 13 de septiembre de 2021 | Houston    | Estados Unidos | Toyota Center | Reprogramado para el 23 de noviembre de 2021 | Huracán Nicholas   |

## Banda
Banda del Love On Tour
- Mitch Rowland - Guitarra
- Sarah Jones - Batería
- Elin Sandberg - Bajo
- Pauli Lovejoy - Percusiones
- Madi Diaz - Guitarra acústica y Vocales
- Ariza - Guitarra eléctrica
- Yaffra - piano